# REC 4: Apocalypse
REC 4: Apocalypse (grafische Darstellung [●REC]⁴) ist ein spanischer Horrorfilm aus dem Jahr 2014. Es handelt sich um eine weitere Fortsetzung des Horrorfilms REC aus dem Jahr 2007 und knüpft an die Handlung von [●REC]² an.
Regie führte erneut Jaume Balagueró. Produktionsfirma ist Filmax.

## Handlung
Zu Beginn des Films wird eine Einheit der Spezialkräfte der spanischen Armee in das Mietshaus aus den ersten beiden Filmen geschickt, um Ángela zu retten und das Haus zu zerstören. Nach einem Angriff durch befallene Feuerwehrmänner und Bewohner gelingt es den Überlebenden der Einheit, Lucas und Guzmán, den Auftrag erfolgreich abzuschließen.
In der nächsten Szene erwacht Ángela auf einem Schiff ohne sich an etwas zu erinnern und angekettet an ein Bett, während ihr von Dr. Ginard zu Testzwecken Blut abgenommen wird. Guzmán und Lucas befinden sich ebenfalls auf dem Schiff, das sich als Quarantäneschiff herausstellt, das die weitere Ausbreitung der Seuche durch Isolation potentiell Infizierter verhindern soll. Nachdem ein Fluchtversuch Ángelas gescheitert ist, wird ihr von den Ärzten um Chefarzt Dr. Ricarte mitgeteilt, dass sie nicht infiziert sei. Unterdessen macht sich Guzmán mit dem Kapitän des Schiffs Ortega und dem Techniker Nick bekannt. Letzterer rekonstruiert mithilfe von Ángelas geborgener Kamera die Ereignisse im Mietshaus. Nachdem ihm dies gelungen ist, schickt er den Film an die Ärzte in ihr Labor, in dem sie Versuche mit dem Erreger unternehmen.
Unterdessen entdecken die Ärzte, dass ihr Testobjekt, ein infizierter Affe, während eines Stromausfalls in der vorangegangenen Nacht befreit wurde. Ebendieser Affe infiziert den Schiffskoch, wodurch auch das Essen kontaminiert wird. Durch Ingestion infiziert sich so der Großteil der Besatzung und des Wachpersonals. Nach einem erfolglosen Versuch der Ärzte, den Koch mithilfe eines entwickelten „Antivirus“ zu heilen, versuchen sich Ángela, Guzmán, Lucas und eine alte Frau, die die einzige Überlebende aus dem dritten Teil der Filmreihe zu sein scheint, auf die Brücke durchzuschlagen. Auf dem Weg wird die Gruppe von der alten Frau getrennt und Lucas bleibt zurück, um die alte Frau zu retten.
Ricarte erkennt indes, dass der Versuch, ein Gegenmittel zu finden, gescheitert ist, weil hierfür ein unmutierter Stamm des Erregers, also Blut des portugiesischen Mädchens Tristana Madeiros aus dem ersten Teil, als Indexpatientin benötigt wird. Kurz bevor er den Selbstzerstörungsprozess einleiten kann, informiert ihn sein Assistent über den von Nick rekonstruierten Film. Hierauf ist zu erkennen, wie Tristana Ángela oral mit einem wurmartigen Parasiten infiziert. Diesen Parasiten halten die Ärzte für den Ursprung der Seuche. Daher dringen sie in die Brücke ein und versuchen, denselben chirurgisch aus Ángela zu entfernen. Ángela gelingt jedoch nach einem Angriff durch den infizierten ersten Offizier, der Dr. Ginard beißt, die Flucht. Ricarte begibt sich auf die Suche nach Ángela, die ihn jedoch überraschen kann. Sie behauptet, nicht infiziert zu sein, beißt Ricarte und trägt ihm auf, sich nun selbst auf eine Infektion zu überprüfen. Der Test ist negativ, was eine Infektion Ángelas ausschließt. Allerdings glaubt Ricarte noch immer, dass Ángela ihn austrickst. Es stellt sich heraus, dass der Parasit während Ángelas Rettung auf Guzmán übergegangen ist, der ihm als stärkerer Wirt galt. Guzmán, der unterdessen zu den beiden gestoßen ist, greift Ángela daraufhin an und sperrt sie im Bauch des Schiffes ein. Ricarte startet den Countdown zur Selbstzerstörung.
Zeitgleich versuchen Lucas und Nick, die beiden einzigen weiteren Überlebenden, den Hilfsmotor des Schiffs zu starten, was jedoch misslingt. Lucas stirbt bei einem weiteren Angriff. Nick trifft auf Ricarte, der mit einem Schlauchboot fliehen will. Nick schlägt ihn nieder und nimmt ihm das Boot ab. Er trifft auf Ángela, die auf der Flucht vor infizierten Affen ist. Gemeinsam gelingt es ihnen, die Affen mit einem Außenbordmotor zu töten. Darauf greift Guzmán an, der versucht, den Parasiten zurück an Ángela zu übertragen. Kurz bevor ihm dies gelingt, können Nick und Ángela Guzmán mit einer Harpune töten. Daraufhin fliehen sie, verfolgt von Infizierten, auf Deck, um mit dem Schlauchboot zu entkommen. Dies gelingt ihnen, kurz bevor das Schiff explodiert. Allerdings erkennt man, wie der Parasit überlebt hat und unter Wasser einen Fisch befällt.
In der letzten Szene sieht man Nick und Ángela, wie sie gerettet in einem Taxi nach Hause fahren.

## Veröffentlichung
2010 wurde angekündigt, dass es nicht nur eine, sondern zwei weitere Fortsetzungen von REC, also auch einen vierten Teil geben würde. Nach anfänglichen Verzögerungen beim Drehbeginn wurde im Juli 2013 letztlich mit den Aufnahmen begonnen. Gedreht wurde auf Gran Canaria und einem Schiff der russischen Handelsmarine. Erstpremiere hatte der Film auf dem Toronto International Film Festival am 9. September 2014. Premiere in den Kinos war am 2. Januar 2015, die DVD wurde am 11. Mai 2015 veröffentlicht.

## Kritik
Der Film wurde größtenteils positiv aufgenommen. Hauptsächlich wurde die Rückkehr von Manuela Velasco und die dunkle Atmosphäre wie bei den ersten beiden Teilen gelobt. Die spanische Website ALT104 gab dem Film eine gemischte Kritik, in der der Film als angemessenes Sequel des Franchise aber als schwaches Ende für die Serie beschrieben wird. Der Filmdienst schrieb: „Vierter Teil der [Rec]-Reihe, der erstmals auf den „Found Footage“-Aspekt verzichtet, ansonsten aber auf den altbekannten Zombie-Horror setzt und an erheblichen Ermüdungserscheinungen leidet.“